# Lista filmelor românești propuse la Oscar pentru cel mai bun film străin
Aceasta este lista tuturor filmelor propuse de România pentru Premiul Oscar pentru cel mai bun film străin. În 2021 filmul Colectiv a fost nominalizat la categoriile Cel mai bun film străin și Cel mai bun film documentar la cea de-a 93-a ediție a Premiilor Oscar. 
În fiecare an, un juriu selectat de Centrul Național al Cinematografiei votează propunerea României.

## Lista filmelor
| Anul ceremoniei | Film                                                     | Regizor                    | IMDb | Rezultat      |
| --------------- | -------------------------------------------------------- | -------------------------- | ---- | ------------- |
| 1967            | Răscoala                                                 | Mircea Mureșan             | IMDb | Nenominalizat |
| 1969            | Columna                                                  | Mircea Drăgan              | IMDb | Nenominalizat |
| 1970            | Răutăciosul adolescent                                   | Gheorghe Vitanidis         | IMDb | Nenominalizat |
| 1972            | Mihai Viteazul                                           | Sergiu Nicolaescu          | IMDb | Nenominalizat |
| 1974            | Veronica                                                 | Elisabeta Bostan           | IMDb | Nenominalizat |
| 1977            | Osânda                                                   | Sergiu Nicolaescu          | IMDb | Nenominalizat |
| 1984            | Întoarcerea din iad                                      | Nicolae Mărgineanu         | IMDb | Nenominalizat |
| 1985            | Glissando                                                | Mircea Danieliuc           | IMDb | Nenominalizat |
| 1986            | Ciuleandra                                               | Sergiu Nicolaescu          | IMDb | Nenominalizat |
| 1987            | Noi, cei din linia întîi                                 | Sergiu Nicolaescu          | IMDb | Nenominalizat |
| 1990            | Cei care plătesc cu viața                                | Șerban Marinescu           | IMDb | Nenominalizat |
| 1991            | De ce trag clopotele, Mitică?                            | Lucian Pintilie            | IMDb | Nenominalizat |
| 1993            | Hotel de lux                                             | Dan Pița                   | IMDb | Nenominalizat |
| 1994            | Patul conjugal                                           | Mircea Daneliuc            | IMDb | Nenominalizat |
| 1995            | Pepe & Fifi                                              | Dan Pița                   | IMDb | Nenominalizat |
| 1997            | Stare de fapt                                            | Stere Gulea                | IMDb | Nenominalizat |
| 1999            | Terminus Paradis                                         | Lucian Pintilie            | IMDb | Nenominalizat |
| 2000            | Faimosul paparazzo                                       | Nicolae Mărgineanu         | IMDb | Nenominalizat |
| 2003            | Filantropica                                             | Nae Caranfil               | IMDb | Nenominalizat |
| 2005            | Orient Express                                           | Sergiu Nicolaescu          | IMDb | Nenominalizat |
| 2006            | Moartea domnului Lăzărescu                               | Cristi Puiu                | IMDb | Nenominalizat |
| 2007            | Cum mi-am petrecut sfârșitul lumii                       | Cătălin Mitulescu          | IMDb | Nenominalizat |
| 2008            | 4 luni, 3 săptămâni și 2 zile                            | Cristian Mungiu            | IMDb | Nenominalizat |
| 2009            | Restul e tăcere                                          | Nae Caranfil               | IMDb | Nenominalizat |
| 2010            | Polițist, adjectiv                                       | Corneliu Porumboiu         | IMDb | Nenominalizat |
| 2011            | Eu când vreau să fluier, fluier                          | Florin Șerban              | IMDb | Nenominalizat |
| 2012            | Morgen                                                   | Marian Crișan              | IMDb | Nenominalizat |
| 2013            | După dealuri                                             | Cristian Mungiu            | IMDb | Lista scurtă  |
| 2014            | Poziția copilului                                        | Călin Peter Netzer         | IMDb | Nenominalizat |
| 2015            | Câinele japonez                                          | Tudor Cristian Jurgiu      | IMDb | Nenominalizat |
| 2016            | Aferim!                                                  | Radu Jude                  | IMDb | Nenominalizat |
| 2017            | Sieranevada                                              | Cristi Puiu                | IMDb | Nenominalizat |
| 2018            | Fixeur                                                   | Adrian Sitaru              | IMDb | Nenominalizat |
| 2019            | Îmi este indiferent dacă în istorie vom intra ca barbari | Radu Jude                  | IMDb | Nenominalizat |
| 2020            | La Gomera                                                | Corneliu Porumboiu         | IMDb | Nenominalizat |
| 2021            | Colectiv                                                 | Alexander Nanau            | IMDb | Nominalizat   |
| 2022            | Babardeală cu bucluc sau porno balamuc                   | Radu Jude                  | IMDb | Nenominalizat |
| 2023            | Imaculat                                                 | Monica Stan, George Chiper | IMDb | Nenominalizat |
| 2024            | Nu aștepta prea mult de la sfârșitul lumii               | Radu Jude                  | IMDb | Nenominalizat |

Printre cele mai notabile nominalizări se includ:
- De ce trag clopotele, Mitică? a fost produs în 1981 și interzis de regimul comunist; în cele din urmă a fost lansat în 1989 după Revoluția Română.
- Restul e tăcere, cel mai scump film din istoria României.[3]
- 4 luni, 3 săptămâni și 2 zile, primul film care a câștigat Palme d'Or la Festivalul de Film de la Cannes, precum și una dintre preferințe pentru Oscar 2008. A existat un val de proteste în mass-media internațională atunci când filmul nu a reușit să intre în primele 9 filme selectate.
- După dealuri s-a aflat pe lista scurtă a celor 9 filme propuse pentru cel mai bun film străin.[4]
- Colectiv a fost nominalizat în 2021 la categoriile Cel mai bun film străin și Cel mai bun film documentar la cea de-a 93-a ediție a Premiilor Oscar. Este primul film românesc nominalizat la Oscar.[5]

## Vezi și
- Lista câștigătorilor și nominalizărilor românești la premiul pentru filmul european
- Lista filmelor moldovenești propuse la Oscar pentru cel mai bun film străin